# Geopolitika
A geopolitika a politikának az az ágazata, amely az állam társadalmi, gazdasági viszonyait és fejlődését, nemzetközi kapcsolatait és külpolitikai törekvéseit elsősorban a földrajztudományi feltételekre vezeti vissza, ezeknek döntő jelentőséget tulajdonít, a földrajzi helyzethez és tényezőkhöz kapcsolódó politikai hatalomra összpontosít, a földrajzi tényezők külpolitikai magatartásra gyakorolt hatását vizsgálja.
Hozzá kapcsolódik a politikai földrajz tudománya.

## Etimológia
Összetett szó, amely a görög γῆ – gê (föld) és πολιτική – politika szavakból származik.
A nemzetközi kifejezés először Gottfried Wilhelm Leibniz 1679-es kiadatlan kéziratában jelent meg, de ezután még sokáig nem terjedt el, majd a 19. századvégi svéd politológus, Rudolf Kjellén népszerűsítette, de csak az 1930-as években terjedt el ez a fogalom.

## Tartalma
A geopolitika objektív szükségszerűségnek tekintette, hogy hogy az egyes országokat természetes határok válasszák el egymástól (meghatározott folyók, hegységek) és az "uralkodó népnek" joga van saját természetes határáig terjeszkednie, s ennek érdekében más népeket leigáznia. A II. világháború előtt és alatt előszeretettel támaszkodtak erre az elméletre a náci ideológia hívei. A geopolitika jegyében született meg a nagytér-gazdaság elmélete, amely a nácizmus hivatalos gazdasági elmélete lett.
Az irányzatai sokat köszönhettek Friedrich Ratzel német geográfus munkásságának, aki az államot térben létező organizmusként fogta fel.
Egyik legismertebb képviselője Halford Mackinder (1861-1947) brit földrajztudós volt, aki azt állította, hogy a világtörténelem eseményeinek hátterében a szárazföldi és tengeri hatalom vetélkedése áll. Eurázsia központját – amelyet tengelyterületnek nevezett – a világhatalom tengelyének tartotta. Mackinder világnézetét számos módosítással sokan próbálták a második világháborút követően kialakult két szuperhatalom (USA, Szovjetunió) viszonyára alkalmazni, különösen az eurázsianizmus hívei.

## Fordítás
- Ez a szócikk részben vagy egészben  a   Geopolitics című angol Wikipédia-szócikk ezen változatának fordításán alapul.  Az eredeti cikk szerkesztőit annak laptörténete sorolja fel. Ez a jelzés csupán a megfogalmazás eredetét és a szerzői jogokat jelzi, nem szolgál a cikkben szereplő információk forrásmegjelöléseként.